# Viví Arriba
Viví Arriba es un barrio ubicado en el municipio de Utuado en el Estado Libre Asociado de Puerto Rico. En el Censo de 2010 tenía una población de 748 habitantes y una densidad poblacional de 56,43 personas por km².

## Geografía
Viví Arriba se encuentra ubicado en las coordenadas 18°12′58″N 66°40′50″O / 18.21611, -66.68056. Según la Oficina del Censo de los Estados Unidos, Viví Arriba tiene una superficie total de 13.26 km², de la cual 13.23 km² corresponden a tierra firme y (0.18%) 0.02 km² es agua.

## Demografía
Según el censo de 2010, había 748 personas residiendo en Viví Arriba. La densidad de población era de 56,43 hab./km². De los 748 habitantes, Viví Arriba estaba compuesto por el 92.65% blancos, el 2.81% eran afroamericanos, el 0.94% eran amerindios, el 3.34% eran de otras razas y el 0.27% pertenecían a dos o más razas. Del total de la población el 99.2% eran hispanos o latinos de cualquier raza.